# X-Men (film)
X-Men je americký superhrdinský sci-fi z roku 2000, který natočil režisér Bryan Singer. Vychází ze stejnojmenného komiksu, který je vydáván vydavatelstvím Marvel Comics. Zároveň se jedná o první snímek z filmové série X-Men. Scénář je dílem Davida Haytera, v raných fázích vývoje se na něm podíleli také Andrew Kevin Walker, John Logan, Joss Whedon a Michael Chabon.
Film měl premiéru v USA 14. července 2000, v Česku byl v kinech promítán od 5. října 2000. Rozpočet snímku činil 75 milionů dolarů, celkové tržby dosáhly částky 296 milionů dolarů (z toho 157 milionů v USA).

## Děj
Senátor Robert Kelly připravuje v americkém Senátu zákon o registraci mutantů, který je má veřejně odhalit i s jejich schopnostmi. Mladá dívka, která si říká Tulačka, uteče z domova, seznámí se s Rosomákem, avšak oba jsou přepadeni. S pomocí Kyklopa a Bouře jsou osvobozeni a dostanou se do školy mutantů vedené profesorem Xavierem. Magneto, Xavierův protivník, nechá unést senátora Kellyho a úspěšně na něm vyzkouší nový přístroj, který vytvoří z normálních lidí mutanty, čímž se mají počty lidí a mutantů vyrovnat. Kelly uprchne a dostane se do Xavierovy školy, ale změnu své DNA nepřežije. Mutanti však zjistí, co má Magneto v úmyslu. Plánuje pomocí Tulačky, která po doteku jiného mutanta přebírá jeho vlastnosti, změnit významné politické osobnosti celého světa na mutanty. To se mu nepodaří, protože plány mu překazí Rosomák s ostatními. Magneto je nakonec zavřen do vězení z plastu, kde nemůže využít svých magnetických schopností.

## Obsazení
| Patrick Stewart       | Charles Xavier/Profesor X                       |
| Hugh Jackman          | Logan/Rosomák (v originále Wolverine)           |
| Ian McKellen          | Erik Lehnsherr/Magneto                          |
| Halle Berry           | Ororo Munroeová/Bouře (v originále Storm)       |
| Famke Janssen         | doktorka Jean Greyová                           |
| James Marsden         | Scott Summers/Kyklop (v originále Cyclops)      |
| Bruce Davison         | senátor Robert Kelly                            |
| Rebecca Romijn-Stamos | Raven Darkholmeová/Mystique                     |
| Ray Park              | Mortimer Toynbee/Toad                           |
| Tyler Mane            | Victor Creed/Šavlozubý (v originále Sabretooth) |
| Anna Paquin           | Marie/Tulačka (v originále Rogue)               |